# المحاكم العمالية (السعودية)
المحاكم العمالية هي محاكم مختصة بالنظر في القضايا العمالية بمختلف أشكالها وأنواعها، وهي فرع من فروع محاكم الدرجة الأولى المنتشرة في جميع مناطق ومحافظات المملكة العربية السعودية، وتختص المحاكم العمالية في القضايا المتعلقة بعقود العمل والأجور والحقوق، وإصابات العمل والتعويض عنها، إضافة لتخصصها في المنازعات المتعلقة بإيقاع صاحب العمل العقوبات التأديبية على العامل، والقضايا المرفوعة لإيقاع العقوبات المنصوص عليها في نظام العمل، والمنازعات المترتبة على الفصل من العمل.
ويوجد حاليًا في المملكة 7 محاكم عمالية في كلاً من الرياض، ومكة المكرمة، وجدة، وأبها، والدمام، وبريدة، والمدينة المنورة، إضافة إلى 27 دائرة عمالية في مدن ومحافظات المملكة و 9 دوائر عمالية ثلاثية في 6 محاكم استئناف بمختلف مناطق المملكة.

## أهدافها
- خلق فرص استثمارية جديدة للمستثمرين بالمملكة
- تحقيق التميز القضائي العمالي
- خفض مدة التقاضي
- الاستغناء عن التعامل الورقي والحد منه واستبدالها بالتعاملات الإلكترونية[3]

## تشكيلها
تتكون المحكمة العمالية من دوائر متخصصة، وكل دائرة مكونة من قاضٍ واحد أو أكثر، وفق ما يحدده المجلس الأعلى للقضاء.

## آليتها
تنقسم آلية عمل المحاكم العمالية إلى ثلاثة أقسام:
- الدعاوى العمالية الخاضعة لنظام العمل
- دعاوى العمالة المنزلية.
- الدعاوى المتعلقة بشكاوى أصحاب العمل والعمال ضد القرارات الصادرة من المؤسسة العامة للتأمينات الاجتماعية فيما يتعلق بالاشتراك والتسجيل والتعويض.[6]

## اختصاصاتها
- القضايا المتعلقة بعقود العمل والأجور والحقوق وإصابات العمل والتعويض عنها.
- القضايا المتعلقة بإيقاع صاحب العمل الجزاءات التأديبية على العامل، أو المتعلقة بطلب الإعفاء منها.
- الدعاوى المرفوعة لإيقاع العقوبات المنصوص عليها في نظام العمل.
- القضايا المترتبة على الفصل من العمل.
- شكاوى أصحاب العمل والعمال الذين لم تقبل اعتراضاتهم ضد أي قرار صادر من أي جهاز مختص في المؤسسة العامة للتأمينات الاجتماعية، ويتعلق بوجوب التسجيل والاشتراكات أو التعويضات.
- القضايا المتعلقة بالعمال الخاضعين لأحكام نظام العمل، بمن في ذلك عمال الحكومة.
- القضايا الناشئة عن تطبيق نظام العمل ونظام التأمينات الاجتماعية.[2]